# 南劍橋郡 (英國國會選區)
南劍橋郡（英語：South Cambridgeshire），英國國會一郡選區，包括英格蘭東部劍橋郡劍橋南部和南劍橋郡西部。始設於1997年。
本區一直支持保守黨。安德魯·蘭斯里在2010年大選中以39.1%選票勝出該區三度連任。